# Nikola Stevanović
Nikola Stevanović (ur. 23 września 2003 w Smederevie) – serbski skoczek narciarski, pierwszy reprezentant tego kraju startujący w oficjalnych zawodach międzynarodowych w skokach narciarskich rozgrywanych pod egidą FIS. Rekordzista Serbii w długości skoku narciarskiego mężczyzn.
Oprócz skoków narciarskich Stevanović trenuje również karate i koszykówkę w lokalnych klubach ze Smedereva.

## Przebieg kariery

### Początki (do 2019)
Stevanović zaczął uprawiać skoki narciarskie za sprawą swego ojca Nenada, który pracował jako dziennikarz sportowy zajmując się m.in. relacjonowaniem zawodów w tej dyscyplinie sportu. W wieku 6 lat oddał pierwsze skoki na nartach, a w 2013 po raz pierwszy trenował na profesjonalnej skoczni narciarskiej w Ljubnie. Ze względu na brak takich obiektów w Serbii w kolejnych latach zaczął wyjeżdżać na treningi do Słowenii. We wrześniu 2014 w kraju tym po raz pierwszy pełnił rolę przedskoczka w zawodach dziecięcych, a w sierpniu 2015 zadebiutował w nich jako zawodnik. W 2016 został zawodnikiem klubu SSK Ljubno BTC. W lipcu 2017 w Planicy podczas treningu na skoczni K-56 w kompleksie Planica Nordic Centre w Planicy po raz pierwszy przekroczył dystans 40 m (uzyskał wówczas odległość 41,5 m), poprawiając tym samym uznawany do tego momentu za rekord Serbii w długości skoku narciarskiego mężczyzn rezultat uzyskany przez Vida Černego 68 lat wcześniej (Černe w 1949 skoczył 40 m). We wrześniu 2018 przeprowadził się do Kranja, dzięki czemu mógł zacząć regularne treningi skoków. W sezonie letnim 2018 poprawił swój rekord kraju, uzyskując na obiekcie HS80 w kompleksie Planica Nordic Centre odległość 60 m.

### Debiut w zawodach FIS (od 2019)
W sezonie zimowym 2018/2019 uzyskał tzw. FIS Code (numer identyfikacyjny Międzynarodowej Federacji Narciarskiej umożliwiający start w zawodach FIS) i jako pierwszy w historii reprezentant Serbii wystartował w oficjalnych zawodach międzynarodowych w skokach narciarskich rozgrywanych pod egidą FIS. 9 lutego 2019 na skoczni Baptist-Kitzlinger-Schanze w Rastbüchl wziął udział w konkursie FIS Cupu, uzyskując na obiekcie HS78 odległość 34 m (16,5 m mniej od przedostatniego w tych zawodach Czecha Kryštofa Hausera) i zajmując 75. lokatę. Dzień później w kolejnych zawodach tego cyklu na tej samej skoczni również był 75., skacząc 41,5 m (dziewięć metrów krócej od przedostatniego Hausera). W tym samym miesiącu wziął także udział w konkursach FIS Cupu w Villach. 23 lutego na obiekcie HS98 zajął ostatnią, 64. lokatę – za skok na odległość 37 m (o 28 m krótszy od wyniku przedostatniego w tej rywalizacji Austriaka Jonasa Schustera) przypisano mu notę 0 pkt. (zsumowane punkty za odległość i styl dałyby notę ujemną). Podobnie zakończył się jego występ dzień później, gdy skoczył 40 m (26,5 m krócej od Schustera), znów uzyskując notę 0 punktów (zsumowane punkty za odległość i styl ponownie dałyby notę ujemną).
W maju 2019 na skoczni HS80 w Planicy ponownie poprawił swój rekord Serbii, uzyskując odległość 65 metrów. W sierpniu 2019 w Râșnovie zadebiutował w Pucharze Karpat, po skokach na odległość 44,5 i 41,5 metra, zajmując przedostatnie, 29. miejsce, po raz pierwszy pokonując rywala w oficjalnych zawodach międzynarodowych rozgrywanych pod egidą FIS (gorszy od Stevanovicia o 8,2 punktu okazał się Węgier Dávid Kelemen). W październiku 2019 w Predazzo pokonał również trzech młodszych rywali (dwóch Włochów i jedną Łotyszkę) w nieoficjalnych zawodach rozgrywanych w ramach obozu szkoleniowego FIS Development Camp (oddał wówczas skoki na odległość 45 i 47,5 metra). W sezonie zimowym 2019/2020 wziął udział w dwóch konkursach FIS Cupu rozgrywanych w Rastbüchl, podobnie jak rok wcześniej uzyskując zdecydowanie najgorsze wyniki w rywalizującej tam stawce. W pierwszym konkursie, 25 stycznia 2020, skoczył 36 metrów (16 metrów krócej niż przedostatni Chińczyk Wang Rui) i zajął ostatnie, 81. miejsce, a dzień później uzyskał 33 metry (17 metrów bliżej niż Wang Rui) i uplasował się na ostatniej, 79. pozycji.

## FIS Cup

### Miejsca w poszczególnych konkursach FIS Cupu
| Sezon 2018/2019                                                               |               |                  |                  |                |                |                  |                  |                 |                 |                |                |               |               |                      |                      |                |                |                |                |              |              |        |        |        |        |        |        |        |        |        |        |        |        |        |        |        |
| Villach HS98                                                                  | Villach HS98  | Szczyrk HS106    | Szczyrk HS106    | Râșnov HS97    | Râșnov HS97    | Notodden HS100   | Notodden HS100   | Park City HS100 | Park City HS100 | Zakopane HS140 | Zakopane HS140 | Planica HS104 | Planica HS104 | Rastbüchl HS78       | Rastbüchl HS78       | Villach HS98   | Villach HS98   | punkty         | punkty         | punkty       | punkty       | punkty | punkty | punkty | punkty | punkty | punkty | punkty | punkty | punkty | punkty | punkty | punkty | punkty | punkty | punkty |
| -                                                                             | -             | -                | -                | -              | -              | -                | -                | -               | -               | -              | -              | -             | -             | 75                   | 75                   | 64             | 62             | 0              | 0              | 0            | 0            | 0      | 0      | 0      | 0      | 0      | 0      | 0      | 0      | 0      | 0      | 0      | 0      | 0      | 0      | 0      |
| Sezon 2019/2020                                                               |               |                  |                  |                |                |                  |                  |                 |                 |                |                |               |               |                      |                      |                |                |                |                |              |              |        |        |        |        |        |        |        |        |        |        |        |        |        |        |        |
| Szczyrk HS106                                                                 | Szczyrk HS106 | Szczuczyńsk HS99 | Szczuczyńsk HS99 | Ljubno HS94    | Ljubno HS94    | Pjongczang HS109 | Pjongczang HS109 | Râșnov HS97     | Râșnov HS97     | Villach HS98   | Villach HS98   | Notodden HS98 | Notodden HS98 | Oberwiesenthal HS106 | Oberwiesenthal HS106 | Zakopane HS140 | Zakopane HS140 | Rastbüchl HS78 | Rastbüchl HS78 | Villach HS98 | Villach HS98 | punkty | punkty | punkty | punkty | punkty | punkty | punkty | punkty | punkty | punkty | punkty | punkty |        |        |        |
| -                                                                             | -             | -                | -                | -              | -              | -                | -                | -               | -               | -              | -              | -             | -             | -                    | -                    | -              | -              | 81             | 79             | -            | -            | 0      | 0      | 0      | 0      | 0      | 0      | 0      | 0      | 0      | 0      | 0      | 0      | 0      |        |        |
| Sezon 2020/2021                                                               |               |                  |                  |                |                |                  |                  |                 |                 |                |                |               |               |                      |                      |                |                |                |                |              |              |        |        |        |        |        |        |        |        |        |        |        |        |        |        |        |
| Râșnov HS97                                                                   | Râșnov HS97   | Kandersteg HS106 | Kandersteg HS106 | Zakopane HS140 | Zakopane HS140 | Szczyrk HS104    | Szczyrk HS104    | Lahti HS100     | Lahti HS100     | Villach HS98   | Villach HS98   | Oberhof HS100 | Oberhof HS100 | punkty               | punkty               | punkty         | punkty         | punkty         | punkty         | punkty       | punkty       | punkty | punkty | punkty | punkty | punkty | punkty | punkty | punkty | punkty | punkty | punkty |        |        |        |        |
| -                                                                             | -             | -                | -                | -              | -              | -                | -                | -               | -               | 47             | 44             | -             | -             | 0                    | 0                    | 0              | 0              | 0              | 0              | 0            | 0            | 0      | 0      | 0      | 0      | 0      | 0      | 0      | 0      | 0      | 0      | 0      |        |        |        |        |
| Legenda                                                                       |               |                  |                  |                |                |                  |                  |                 |                 |                |                |               |               |                      |                      |                |                |                |                |              |              |        |        |        |        |        |        |        |        |        |        |        |        |        |        |        |
| 1 2 3 4-10 11-30 poniżej 30 dq – dyskwalifikacja - – zawodnik nie wystartował |               |                  |                  |                |                |                  |                  |                 |                 |                |                |               |               |                      |                      |                |                |                |                |              |              |        |        |        |        |        |        |        |        |        |        |        |        |        |        |        |